# Major League Soccer 2012
MLS Seizoen 2012 is het 17de seizoen in de geschiedenis van deze competitie. Het seizoen begon op 10 maart 2012 en eindigde in oktober 2012. Elke club speelt 34 wedstrijden waarvan het grootste deel in de eigen Conference.
Montreal Impact wordt de 19e club in de competitie en zal gaan spelen in de Eastern Conference.

## Stadions
| Chicago Fire       | Chivas USA/ Los Angeles Galaxy | Colorado Rapids            | Columbus Crew      | D.C. United          | FC Dallas          |
| ------------------ | ------------------------------ | -------------------------- | ------------------ | -------------------- | ------------------ |
| Toyota Park        | The Home Depot Center          | Dick's Sporting Goods Park | Crew Stadium       | RFK Memorial Stadium | FC Dallas Stadium  |
| Capaciteit: 20.000 | Capaciteit: 27.000             | Capaciteit: 19.680         | Capaciteit: 20.145 | Capaciteit: 19.467   | Capaciteit: 21.193 |
|                    |                                |                            |                    |                      |                    |

| Houston Dynamo       | Montreal Impact    | New England Revolution | New York Red Bulls | Philadelphia Union | Portland Timbers   |
| -------------------- | ------------------ | ---------------------- | ------------------ | ------------------ | ------------------ |
| BBVA Compass Stadium | Saputo Stadium     | Gillette Stadium       | Red Bull Arena     | PPL Park           | Jeld-Wen Field     |
| Capaciteit: 22.000   | Capaciteit: 20.341 | Capaciteit: 22.385     | Capaciteit: 25.189 | Capaciteit: 18.500 | Capaciteit: 20.323 |
|                      |                    |                        |                    |                    |                    |

| Real Salt Lake     | San Jose Earthquakes | Seattle Sounders FC | Sporting Kansas City     | Toronto FC         | Vancouver Whitecaps FC |
| ------------------ | -------------------- | ------------------- | ------------------------ | ------------------ | ---------------------- |
| Rio Tinto Stadium  | Buck Shaw Stadium    | CenturyLink Field   | Livestrong Sporting Park | BMO Field          | BC Place               |
| Capaciteit: 20.213 | Capaciteit: 10.525   | Capaciteit: 38.500  | Capaciteit: 18.467       | Capaciteit: 21.859 | Capaciteit: 21.000     |
|                    |                      |                     |                          |                    |                        |

## Trainers en sponsoren
| Team                   | Coach            | Aanvoerder        | Shirt sponsor    |
| ---------------------- | ---------------- | ----------------- | ---------------- |
| Chicago Fire           | Frank Klopas     | Logan Pause       | Quaker           |
| Chivas USA             | Robin Fraser     | Alejandro Moreno  | Corona           |
| Colorado Rapids        | Óscar Pareja     | Pablo Mastroeni   | n/a              |
| Columbus Crew          | Robert Warzycha  | Chad Marshall     | Barbasol         |
| D.C. United            | Ben Olsen        | Dwayne De Rosario | Volkswagen       |
| FC Dallas              | Schellas Hyndman | Ugo Ihemelu       | AdvoCare         |
| Houston Dynamo         | Dominic Kinnear  | Brian Ching       | Greenstar        |
| Los Angeles Galaxy     | Bruce Arena      | Landon Donovan    | Herbalife        |
| Montreal Impact        | Jesse Marsch     | Davy Arnaud       | Bank of Montreal |
| New England Revolution | Jay Heaps        | Matt Reis         | UnitedHealthcare |
| New York Red Bulls     | Hans Backe       | Thierry Henry     | Red Bull         |
| Philadelphia Union     | John Hackworth   | Carlos Valdés     | Bimbo            |
| Portland Timbers       | Gavin Wilkinson  | Jack Jewsbury     | Alaska Airlines  |
| Real Salt Lake         | Jason Kreis      | Kyle Beckerman    | XanGo            |
| San Jose Earthquakes   | Frank Yallop     | Ramiro Corrales   | n/a              |
| Seattle Sounders FC    | Sigi Schmid      | Mauro Rosales     | Xbox             |
| Sporting Kansas City   | Peter Vermes     | Jimmy Nielsen     | n/a              |
| Toronto FC             | Paul Mariner     | Torsten Frings    | Bank of Montreal |
| Vancouver Whitecaps FC | Martin Rennie    | Jay DeMerit       | Bell Canada      |

## Reguliere seizoen

#### Eastern Conference
| Team | Team                   | AW | G  | G  | V  | DV | DT | DS  | Punten | Plaats in de Algemene Stand |
| ---- | ---------------------- | -- | -- | -- | -- | -- | -- | --- | ------ | --------------------------- |
| 1    | Sporting Kansas City   | 34 | 18 | 9  | 7  | 42 | 27 | +15 | 63     | 2                           |
| 2    | D.C. United            | 34 | 17 | 7  | 10 | 53 | 43 | +10 | 58     | 3                           |
| 3    | New York Red Bulls     | 34 | 16 | 9  | 9  | 57 | 46 | +11 | 57     | 4                           |
| 4    | Chicago Fire           | 34 | 17 | 6  | 11 | 46 | 41 | +5  | 57     | 6                           |
| 5    | Houston Dynamo         | 34 | 14 | 11 | 9  | 48 | 41 | +7  | 53     | 9                           |
| 6    | Columbus Crew          | 34 | 15 | 7  | 12 | 44 | 44 | ±0  | 52     | 10                          |
| 7    | Montreal Impact1       | 34 | 12 | 6  | 16 | 45 | 51 | −6  | 42     | 12                          |
| 8    | Philadelphia Union     | 34 | 10 | 6  | 18 | 37 | 45 | −8  | 36     | 15                          |
| 9    | New England Revolution | 34 | 9  | 8  | 17 | 39 | 44 | −5  | 35     | 16                          |
| 10   | Toronto FC1 (CC)       | 34 | 5  | 8  | 21 | 36 | 62 | −26 | 23     | 19                          |

#### Western Conference
| Team | Team                       | AW | G  | G  | V  | DV | DT | DS  | Punten | Plaats in de Algemene Stand |
| ---- | -------------------------- | -- | -- | -- | -- | -- | -- | --- | ------ | --------------------------- |
| 1    | San José Earthquakes       | 34 | 19 | 9  | 6  | 72 | 43 | +29 | 66     | 1                           |
| 2    | Real Salt Lake             | 34 | 17 | 6  | 11 | 46 | 35 | +11 | 57     | 5                           |
| 3    | Seattle Sounders FC (OC)   | 34 | 15 | 11 | 8  | 51 | 33 | +18 | 56     | 7                           |
| 4    | Los Angeles Galaxy (M, SS) | 34 | 16 | 6  | 12 | 59 | 47 | +12 | 54     | 8                           |
| 5    | Vancouver Whitecaps FC1    | 34 | 11 | 10 | 13 | 35 | 41 | −6  | 43     | 11                          |
| 6    | FC Dallas                  | 34 | 9  | 12 | 13 | 42 | 47 | −5  | 39     | 13                          |
| 7    | Colorado Rapids            | 34 | 11 | 4  | 19 | 44 | 50 | −6  | 37     | 14                          |
| 8    | Portland Timbers           | 34 | 8  | 10 | 16 | 34 | 56 | −22 | 34     | 17                          |
| 9    | CD Chivas USA              | 34 | 7  | 9  | 18 | 24 | 58 | −34 | 30     | 18                          |

|  |                       |
|  | MLS Cup Playoffs 2012 |

|  |                             |
|  | MLS Supporters' Shield 2012 |

- 1Toronto FC en Vancouver Whitecaps FC kunnen zich niet U.S. Open Cup kwalificeren omdat de team uit Canada komt

## Play-offs

### Wildcardronde
|                           |              |         |                |                                                                               |
| 31 oktober 2012 20:00 CDT | Chicago Fire | 1 – 2   | Houston Dynamo | Toyota Park, Bridgeview Toeschouwers: 10.923 Scheidsrechter: Baldomero Toledo |
| 31 oktober 2012 20:00 CDT | Alex 83'     | Verslag | Bruin 12', 46' | Toyota Park, Bridgeview Toeschouwers: 10.923 Scheidsrechter: Baldomero Toledo |

|                           |                              |         |                        |                                                                                    |
| 1 november 2012 19:30 PDT | Los Angeles Galaxy           | 2 – 1   | Vancouver Whitecaps FC | The Home Depot Center, Carson Toeschouwers: 14.703 Scheidsrechter: Silviu Petrescu |
| 1 november 2012 19:30 PDT | Magee 69' Donovan 73' (pen.) | Verslag | Mattocks 3'            | The Home Depot Center, Carson Toeschouwers: 14.703 Scheidsrechter: Silviu Petrescu |

### Regionale halve finale

#### Eastern conference
|                             |                      |         |                      |                                                                                    |
| 4 november 2012 2:30 PM CST | Houston Dynamo       | 2 – 0   | Sporting Kansas City | BBVA Compass Stadium, Houston Toeschouwers: 20.689 Scheidsrechter: Edvin Jurisevic |
| 4 november 2012 2:30 PM CST | Moffat 18' Bruin 75' | Verslag |                      | BBVA Compass Stadium, Houston Toeschouwers: 20.689 Scheidsrechter: Edvin Jurisevic |

|                             |                      |         |                |                                                                                          |
| 7 november 2012 8:00 PM CST | Sporting Kansas City | 1 – 0   | Houston Dynamo | Livestrong Sporting Park, Kansas City Toeschouwers: 20.894 Scheidsrechter: Allen Chapman |
| 7 november 2012 8:00 PM CST | Sinovic 64'          | Verslag |                | Livestrong Sporting Park, Kansas City Toeschouwers: 20.894 Scheidsrechter: Allen Chapman |

Houston Dynamo wint met 2-1 over 2 wedstrijden
|                             |                   |         |                    |                                                                                |
| 3 november 2012 8:00 PM EDT | D.C. United       | 1 – 1   | New York Red Bulls | RFK Stadium, Washington, D.C Toeschouwers: 17,556 Scheidsrechter: Jair Marrufo |
| 3 november 2012 8:00 PM EDT | Miller 61' (e.d.) | Verslag | Hamid 65' (e.d.)   | RFK Stadium, Washington, D.C Toeschouwers: 17,556 Scheidsrechter: Jair Marrufo |

|                             |                    |         |             |                                                                           |
| 8 november 2012 7:30 PM EST | New York Red Bulls | 0 – 1   | D.C. United | Red Bull Arena, Harrison Toeschouwers: 14,035 Scheidsrechter: Mark Geiger |
| 8 november 2012 7:30 PM EST |                    | Verslag | DeLeon 88'  | Red Bull Arena, Harrison Toeschouwers: 14,035 Scheidsrechter: Mark Geiger |

D.C. United wint met 2-1 over 2 wedstrijden

#### Western conference
|                             |                    |         |                      |                                                                                    |
| 4 november 2012 6:00 PM PST | Los Angeles Galaxy | 0 – 1   | San Jose Earthquakes | The Home Depot Center, Carson Toeschouwers: 27.000 Scheidsrechter: Ricardo Salazar |
| 4 november 2012 6:00 PM PST |                    | Verslag | Bernárdez 90+4'      | The Home Depot Center, Carson Toeschouwers: 27.000 Scheidsrechter: Ricardo Salazar |

|                             |                      |         |                          |                                                                                 |
| 7 november 2012 8:00 PM PST | San Jose Earthquakes | 1 – 3   | Los Angeles Galaxy       | Buck Shaw Stadium, Santa Clara Toeschouwers: 10.744 Scheidsrechter: Kevin Stott |
| 7 november 2012 8:00 PM PST | Gordon 82'           | Verslag | Keane 21', 34' Magee 39' | Buck Shaw Stadium, Santa Clara Toeschouwers: 10.744 Scheidsrechter: Kevin Stott |

Los Angeles Galaxy wint met 3-2 over 2 wedstrijden
|                             |                     |       |                |                                                                                 |
| 2 november 2012 7:00 PM PDT | Seattle Sounders FC | 0 – 0 | Real Salt Lake | CenturyLink Field, Seattle Toeschouwers: 34.941 Scheidsrechter: Hilario Grajeda |
| 2 november 2012 7:00 PM PDT | Verslag             |       |                | CenturyLink Field, Seattle Toeschouwers: 34.941 Scheidsrechter: Hilario Grajeda |

|                             |                |         |                     |                                                                           |
| 8 november 2012 7:30 PM MST | Real Salt Lake | 0 – 1   | Seattle Sounders FC | Rio Tinto Stadium, Sandy Toeschouwers: 19.657 Scheidsrechter: Chris Penso |
| 8 november 2012 7:30 PM MST |                | Verslag | Martínez 81'        | Rio Tinto Stadium, Sandy Toeschouwers: 19.657 Scheidsrechter: Chris Penso |

Seattle Sounders won 1 – 0 on aggregate

### Regionale finale
|                              |                                     |         |             |                                                                                    |
| 11 november 2012 5:00 PM CST | Houston Dynamo                      | 3 – 1   | D.C. United | BBVA Compass Stadium, Houston Toeschouwers: 22,101 Scheidsrechter: Ricardo Salazar |
| 11 november 2012 5:00 PM CST | Hainault 51' Bruin 68' Sarkodie 81' | Verslag | DeLeon 27'  | BBVA Compass Stadium, Houston Toeschouwers: 22,101 Scheidsrechter: Ricardo Salazar |

|                              |              |         |                |                                                                                    |
| 18 november 2012 4:00 PM EST | D.C. United  | 1 – 1   | Houston Dynamo | RFK Stadium, Washington, D.C Toeschouwers: 20,015 Scheidsrechter: Baldomero Toledo |
| 18 november 2012 4:00 PM EST | Bošković 83' | Verslag | García 34'     | RFK Stadium, Washington, D.C Toeschouwers: 20,015 Scheidsrechter: Baldomero Toledo |

Houston Dynamo wint met 4-2 over 2 wedstrijden
|                              |                          |        |                     |                                                                                 |
| 11 november 2012 6:00 PM PST | Los Angeles Galaxy       | 3 – 0  | Seattle Sounders FC | The Home Depot Center, Carson Toeschouwers: 27,000 Scheidsrechter: Jair Marrufo |
| 11 november 2012 6:00 PM PST | Keane 46', 67' Magee 64' | Report |                     | The Home Depot Center, Carson Toeschouwers: 27,000 Scheidsrechter: Jair Marrufo |

|                              |                       |         |                    |                                                                             |
| 18 november 2012 6:00 PM PST | Seattle Sounders FC   | 2 – 1   | Los Angeles Galaxy | CenturyLink Field, Seattle Toeschouwers: 44.575 Scheidsrechter: Mark Geiger |
| 18 november 2012 6:00 PM PST | Johnson 12' Scott 57' | Verslag | Keane 68' (pen.)   | CenturyLink Field, Seattle Toeschouwers: 44.575 Scheidsrechter: Mark Geiger |

Los Angeles Galaxy wint met 4-2 over 2 wedstrijden

### MLS Cup 2012
|                             |                                                    |     |                |                                                                                   |
| 1 december 2012 1:30 PM PST | Los Angeles Galaxy                                 | 3-1 | Houston Dynamo | The Home Depot Center Carson Toeschouwers: 30.510 Scheidsrechter: Silviu Petrescu |
| 1 december 2012 1:30 PM PST | Gonzalez 60' Donovan 65' (pen.) Keane 90+4' (pen.) |     | Carr 44'       | The Home Depot Center Carson Toeschouwers: 30.510 Scheidsrechter: Silviu Petrescu |

## Statistieken

### Topscorers
- In onderstaand overzicht zijn alleen spelers opgenomen met elf of meer treffers achter hun naam; cijfers zijn inclusief play-offs.

| №  | Naam              | Club                   | Goals | Pen. | Duels | Gem. |
| -- | ----------------- | ---------------------- | ----- | ---- | ----- | ---- |
| 1  | Chris Wondolowski | San Jose Earthquakes   | 27    | 5    |       |      |
| 2  | Robbie Keane      | Los Angeles Galaxy     | 22    | 3    |       |      |
| 3  | Kenny Cooper      | New York RB            | 18    | 3    |       |      |
| 4  | Álvaro Saborio    | Real Salt Lake         | 17    | 3    |       |      |
| 5  | Will Bruin        | Houston Dynamo         | 16    | 0    |       |      |
| 6  | Thierry Henry     | New York RB            | 15    | 0    |       |      |
| 7  | Eddie Johnson     | Seattle Sounders       | 15    | 0    |       |      |
| 8  | Alan Gordon       | San Jose Earthquakes   | 14    | 0    |       |      |
| 9  | Fredy Montero     | Seattle Sounders       | 13    | 0    |       |      |
| 10 | Chris Pontius     | D.C. United            | 12    | 1    |       |      |
| 11 | Kei Kamara        | Sporting Kansas City   | 11    | 2    |       |      |
| 12 | Saër Sène         | New England Revolution | 11    | 1    |       |      |

### Scheidsrechters
Onderstaande cijfers zijn inclusief de play-offs
| Naam               | Geboren    | Duels | Kreeg geel | Kreeg voor de tweede keer geel en dus rood | Weggestuurd |
| ------------------ | ---------- | ----- | ---------- | ------------------------------------------ | ----------- |
| Baldomero Toledo   | 06.02.1970 | 23    | 56         | 1                                          | 0           |
| Silviu Petrescu    | 06.10.1968 | 21    | 67         | 0                                          | 1           |
| Hilario Grajeda    | 02.09.1967 | 20    | 72         | 1                                          | 1           |
| Chris Penso        | 28.04.1982 | 20    | 41         | 2                                          | 0           |
| Kevin Stott        | 09.07.1967 | 20    | 57         | 0                                          | 1           |
| Jair Marrufo       | 19.06.1977 | 20    | 50         | 1                                          | 3           |
| Mark Geiger        | 25.08.1974 | 19    | 55         | 5                                          | 8           |
| Ricardo Salazar    | 06.09.1972 | 19    | 52         | 2                                          | 2           |
| Jorge González     | 11.07.1968 | 16    | 47         | 2                                          | 0           |
| Edvin Jurišević    | 07.06.1975 | 15    | 47         | 0                                          | 0           |
| Elias Bazakos      |            | 13    | 31         | 0                                          | 2           |
| Juan Guzman        | 18.12.1986 | 13    | 49         | 0                                          | 2           |
| Allen Chapman      | 18.08.1974 | 12    | 41         | 0                                          | 1           |
| Geoff Gamble       | 11.03.1977 | 11    | 32         | 0                                          | 0           |
| Armando Villarreal | 31.05.1986 | 9     | 26         | 0                                          | 5           |
| Ismail Elfath      | 03.03.1982 | 8     | 16         | 2                                          | 2           |
| José Carlos Rivero | 02.05.1981 | 8     | 30         | 1                                          | 3           |
| Sorin Stoica       | 05.01.1976 | 8     | 32         | 1                                          | 0           |
| Drew Fischer       | 10.07.1980 | 7     | 17         | 0                                          | 0           |
| Matthew Foerster   | 01.03.1982 | 7     | 27         | 0                                          | 0           |
| David Gantar       | 27.06.1975 | 7     | 13         | 0                                          | 4           |
| Mark Kadlecik      | 04.01.1977 | 7     | 27         | 0                                          | 2           |
| Paul Ward          | 23.06.1973 | 7     | 15         | 0                                          | 0           |
| Michael Kennedy    | 16.04.1961 | 6     | 21         | 0                                          | 1           |
| Jasen Anno         |            | 5     | 8          | 1                                          | 1           |
| Ramon Hernandez    |            | 5     | 18         | 0                                          | 0           |
| Abiodun Okulaja    |            | 5     | 16         | 0                                          | 1           |
| Yader Reyes        |            | 5     | 12         | 0                                          | 1           |
| Terry Vaughn       | 01.04.1973 | 2     | 9          | 0                                          | 0           |
| Totaal             | Totaal     | 338   | 984        | 19                                         | 41          |

### Nederlanders
Bijgaand een overzicht van de Nederlandse voetballers die in het seizoen 2012 uitkwamen in de Major League Soccer.
| Naam                | Club         | Debuut     | Duels | Goals |
| ------------------- | ------------ | ---------- | ----- | ----- |
| Danny Koevermans    | Toronto FC   | 21.07.2011 | 16    | 9     |
| Sherjill Mac-Donald | Chicago Fire | 29.07.2012 | 14    | 4     |
| Nick Soolsma        | Toronto FC   | 19.03.2011 | 9     | 0     |